# Karel Škarka
Karel Škarka (* 11. červenec 1977 Brno) je český divadelní herec.
Vystudoval skladbu a zpěv na brněnské konzervatoři a poté v roce 2004 zpěv na Hudební fakultě Janáčkovy akademie múzických umění v Brně. Od roku 1997 působí v Městském divadle Brno. 

## Role vMdB
- Bernardo, Schrank – West Side Story
- Alex – Mam'zelle Nitouche
- Pilát Pontský – Jesus Christ Superstar
- Konferenciér – Chicago
- Juan Domingo Perón – Evita
- Oberon – Sny svatojánských nocí
- Netopýrus – Let snů LILI
- Thomas Andrews – Titanic